# План «Ниско-Люблин»
План «Ниско-Люблин»  — план депортации евреев из нацистской Германии и присоединенных к ней территорий в Люблинский округ оккупированной Польши, осуществлявшийся в 1939—1940 гг.
После оккупации Польши нацистской Германией в 1939 году часть ее была присоединена к Рейху в виде двух вновь образованных гау —- Данциг-Западная Пруссия и Вартеланд, на территории которых проживало около 0,5 млн. евреев. Планы нацистов предусматривали германизацию этих территорий, что предполагало депортацию евреев, а затем поляков и другого негерманского населения. Сразу после начала войны в сентябре 1939 года Адольфом Эйхманном и Вальтером Шталекером был разработан план депортации евреев из этих и других областей оккупированных Польши и Чехии, Германии, Австрии. План предусматривал создание «еврейского государства под германским управлением» к востоку от Кракова. В самом конце сентября после заключения договора с СССР «О дружбе и границе» для резервации была выбрана территория между Вислой, Бугом и Саном с центром в Люблине, которая, согласно договору, отошла к Германии.
План был поддержан Гейдрихом и утвержден Гитлером. Предполагалось организовать лагерь для евреев в окрестности города Ниско на реке Сан вблизи  новой границы с СССР. Из этого лагеря евреев должны были расселять по Люблинскому региону Генерал-губернаторства. Организация переселения осуществлялась под эгидой гестапо и началась с распоряжения Генриха Мюллера от 6 октября 1939 года о переселении 70-80 тысяч евреев из катовицкого региона. Тогда же начали составлять списки евреев Германии, Протектората и бывшей Австрии для последующей депортации. Непосредственным руководителем операции был назначен Эйхманн, который выбрал для лагеря место у селения Заречье на противоположном от Ниско берегу реки Сан.
Первый эшелон с 901 евреем отправился из Остравы 18 октября и прибыл в Ниско 19 октября 1939 г. Второй эшелон с приблизительно 875 евреями мужского пола отправился из Катовице 18 октября. 20 октября отправился эшелон с 912 евреями из Вены. 26-27 октября были отправлены эшелоны из Остравы, Катовице и Вены, перевозившие приблизительно 400, 1000 и 670 человек, соответственно. Еще один эшелон с 322 евреями, вышедший 1 ноября из Остравы был перенаправлен в Сосновец в Верхней Силезии.
Вопреки первоначальным планам депортации вскоре были прекращены. Одной из причин было противодействие генерал-губернатора Ханса Франка, не желавшего увеличивать количество евреев на своей территории. Официально план был остановлен из-за «технических трудностей», а главной причиной была необходимость срочно «репатриировать» этнических немцев из Восточной Европы, освобождать для них территории от негерманского населения, переселяя депортированных поляков и евреев на территорию Генерал-губернаторства.  На одновременное выполнение обоих проектов не хватало сил и средств.
Всего в октябре 1939 года в Ниско прибыло более 4,5 тыс. евреев. Однако лагерь был рассчитан примерно на 500 человек, и с конца ноября большую часть прибывших изгоняли из лагеря в направлении советской границы, запрещая возвращаться назад и оставляя в лагере лишь наиболее ценную рабочую силу. Многим из изгнанных удалось попасть в СССР через еще не обустроенную новую границу, некоторые возвращались и пытались выжить на территории Генерал-губернаторства.
Лагерь в Ниско был окончательно закрыт в апреле (июне) 1940 г., а оставшиеся там евреи были возвращены в Остраву и Вену.